# برزین شاه
برزین شاه که به شکل معرب برزن جاه و بَرزان جاه هم نوشته‌اند، از اشراف ایرانی از خاندان کارن بود. او از نوادگان زرمهر بود. برزین شاه در هنگام پادشاهی یزدگرد سوم، فرمان‌روای نیشاپور بود.

## زندگی‌نامه
در ۶۵۱–۶۵۲، عبدالله بن عامر به خراسان حمله کرد و با کنارنگ توس که کنادبک نام داشت، پیمان بست. در این پیمان‌نامه کنادبک پذیرفت که به اعراب خراج بپردازد و در مقابل همچنان بر قلمرو خود فرمان براند. برزین به منظور بازیافتن قدرت خاندان کارن و همین‌طور به منظور بازپس‌گرفتن سرزمین‌های از دست رفته، به همراه یک کارنی دیگر به نام «سوار کارن»، در مقابل اعراب مقاومت کرد و سعی کرد تا قلمرو را از خاندان کنارنگیان بستاند. با این حال عبدالله با کمک کنادبک به نیشاپور حمله کرد و دو شورشی را شکست داد. عبدالله سپس کنادبک را پاداش داد و نیشاپور را به او سپرد. مشخص نیست که آیا برزین در این رویداد کشته شد یا خیر.